# Битка при Небовиди
Битката при Небовиди се състои през 1422 г. между силите на хуситите на Ян Жижка и контрареформаторската армия на кръстоносеца Сигизмунд Люксембургски. След като са отблъснати пред Прага, кръстоносците подемат полева война с цел да стигнат до решително сражение. Но и при Небовиди рицарите не успяват да реализират предимствата на конната си армия срещу Хуситския табор на Жижка и той печели поредната си неочаквана победа.